# Glypta cudonigerae
Glypta cudonigerae là một loài tò vò trong họ Ichneumonidae.